# Вятровець (Мазовецьке воєводство)
Вятровець (пол. Wiatrowiec) — село в Польщі, у гміні Пневи Груєцького повіту Мазовецького воєводства.
Населення — 82 особи (2011).
У 1975-1998 роках село належало до Радомського воєводства.

## Демографія
Демографічна структура станом на 31 березня 2011 року:
|          | Загалом | Допрацездатний вік | Працездатний вік | Постпрацездатний вік |
| -------- | ------- | ------------------ | ---------------- | -------------------- |
| Чоловіки | 42      | 10                 | 29               | 3                    |
| Жінки    | 40      | 9                  | 20               | 11                   |
| Разом    | 82      | 19                 | 49               | 14                   |